# Орстхой-Мохк
Орстхой-Мохк, Арсхте-Мохк (чечен. Аьрштхойн Мохк, ингуш.  и галанчож. Оарштхой Мохк — «страна орстхойцев»), экзотопонимы: Балсу, округ Карабулак — историческая область на территории Сунженского района Ингушетии и Серноводского и Ачхой-Мартановского районов Чечни. Располагалась на территориях прилегающих к верхнему и среднему течению рек Асса и Фортанга, где, вероятно, к XVIII веку сформировалось этнотерриториальное общество Орстхой.

## Название
Часто учёные-кавказоведы и краеведы (Ш. Б. Ахмадов, А. С. Сулейманов и др.), для обозначения исторической области изначального расселения орстхойцев используют просто название военно-политического и территориального союза — Орстхой, либо термин — вольное общество Орстхой. В русскоязычных источниках общество-народность-область могут называть как арстхой/арштхой, орстхой/орштхой, эрстхой/эрштхой. У собственно орстхойцев и у ингушей область называлась Арсхте/Арште, у чеченцев — Арстхой/Арштхой. Исследователь XVIII века И. А. Гюльденштедт называет эту территорию Округ Карабулак (от тюркского, возможно кумыкского, названия орстхойцев, ставшего широко используемым экзоэтнонимом — карабулаки) и сообщает ещё несколько топонимов, которые применяли для его обозначения: у чеченцев — Арисх Тояи/Ариш Тояй, у черкесов — Балсу, от старинного названия реки Фортанга — Балсу (тюрк. «Медовая вода»).

## Общие сведения

### Расположение
Общество располагалось в бассейнах рек Асса и Фортанга.

#### Соседние с Орстхой-Мохк территории и общества
| — территория уходила в затеречные пески |             |                          |
| — ингуши                                | Роза ветров | — аккий, Галай и Ялхорой |
| — ингуши (Галгай шахар и Цори/Цорой)    |             |                          |

## Поселения
Поселения жителей Орстхой-Мохка — орстхойцев, мало изучены, на сегодняшний день значительные данные собраны только краеведом А. С. Сулеймановым (издание в IV частях 1976—1985 годов), и требуют дополнительных исследований учёных-кавказоведов.
Список орстхойских селений:
| Название (рус. орфография чеч.-инг. орфография) | Местоположение (листы карты)                                                                  | Общие сведения | Координаты                                           | Связь НП с нахскими этногруппами (тайпы, некъи и гары) |
| Селения средневековых нахских обществ (сформировались до XVI в.), часть представителей которых участвовала в этногенезе орстхойцев в XVIII в. — Акки (обл. Акка), Галай (обл. Галайн-Чож), Мержой (обл. Мержа), Цечой (обл. Цеча), Ялхарой (обл. Ялхара): |                                                                                               | |                                                      |                                                        |
| Селения области Акка (некоторые основаны ранее XVI века): |                                                                                               | |                                                      |                                                        |
| Акки Аьккха | (К-38-043)                                                                                    | | 42°51′26″ с. ш. 45°14′18″ в. д.                      |                                                        |
| Селения области Галай (некоторые основаны ранее XVI века): |                                                                                               | |                                                      |                                                        |
| Галайн-Чаж (Галайн-Чӏаж)× | В Галайском Ущелье, рядом с озером Галайн-Ам                                                  | | 42°53′00″ с. ш. 45°18′00″ в. д.                      | родовой аул галайцев                                   |
| Селения области Мержа (некоторые основаны ранее XVI века): |                                                                                               | |                                                      |                                                        |
| Гереты Верх. ГеретIа Лекха | в 2 км к В от Дака-Буха, в 2-3 км к З от Хевха, по пр. б. р. Мереджи (K-38-043-A-b)           | в XXI в. ур. Верх. Гереты, 4 группы разв., в АГКГН нет                                                                    | как урочища (разв.): 42°55′32″ с. ш. 45°09′36″ в. д. | —                                                      |
| Гереты Ниж. ГеретIа Лаха | в 2 км к В от Дака-Буха, в 2-3 км к З от Хевха, по пр. б. р. Мереджи (K-38-043-A-b)           | в XXI в. ур. Ниж. Гереты, ок. 6 групп разв., № 0259105 в АГКГН по РИ                                                      | как урочища (разв.): 42°55′42″ с. ш. 45°10′17″ в. д. | —                                                      |
| Дака-Буха | в 2,3 км к В от Мужген, в 3 км к З от Гереты, пр. б. р. Мереджи (K-38-043-A-b)                | в 1970-е гг. разв., остатки неск. башен, в XXI в. ур. Докбух, 3 группы развалин, кладб., в АГКГН нет                      | как урочища (разв.): 42°56′44″ с. ш. 45°06′16″ в. д. | —                                                      |
| Далга-Буха | рядом с Дака-Буха                                                                             | в АГКГН нет | —                                                    | —                                                      |
| Кулие Къулие | в 2 км к ЮВ от Хевха                                                                          | в АГКГН нет | не точно (см. карту)                                 | —                                                      |
| Мазанты | (карта ЧИ АССР 1937 г.)                                                                       | в АГКГН нет | не точно (см. карту)                                 | —                                                      |
| Мужген | в 3 км к ЮВ от Цеча-Ахки, пр. б. слияния рр. Мереджи и Фортанга (K-38-043-A-a)                | в XXI в. ур. Мужак, 2 башни № 0259103 в АГКГН по РИ                                                                       | как урочища (центр): 42°56′24″ с. ш. 45°06′30″ в. д. | родовой аул мужахойцев                                 |
| Хевха Хьевхьие | в 1 км к З от Хевхарача-Ялхара, к Ю от р. Лар-Алие (K-38-043-A-b)                             | в 1970-е гг. разв., т. н. «башня Сурхая» в XXI в. ур. Хавгорой, ок. 11 групп разв., 3 кладб., № 0259049 в АГКГН по РИ     | как урочища (разв.): 42°55′42″ с. ш. 45°12′13″ в. д. | родовой аул хевхаройцев                                |
| Чуркх-Буха | рядом с Хевха                                                                                 | в АГКГН 42°55′42″ с. ш. 45°12′13″ в. д.                                                                                   | родовой аул хевхаройцев и гулойцев                   |                                                        |
| Гул ГIула | рядом с Цори                                                                                  | | родовой аул гулойцев                                 |                                                        |
| Селения области Цеча (некоторые основаны ранее XVI века): |                                                                                               | |                                                      |                                                        |
| Мешти | на В стороне от Цеча-Ахки, пр. б. р. Фортанга (K-38-043-A-a)                                  | в XXI в. развалины, № 0259102 в АГКГН по РИ                                                                               | разв. Мошта 42°57′33″ с. ш. 45°05′50″ в. д.          | —                                                      |
| Пхуматта Пхьуммата | на В стороне от Цеча-Ахки, пр. б. р. Фортанга                                                 | в 1970-е гг. зафиксированы кладб., в АГКГН нет                                                                            | не точно (см. карту)                                 | родовой аул пхуматтойцев                               |
| Цеча-Ахки ЦIеча-Аьхка (см. § Название) | в 4 км к В от Верх. Алкуна, пр. б. р. Фортанга, к Ю от уст. р. Сенгихли (K-38-043-A-a)        | духовный и политический центр орстхойцев в XVIII — нач. XIX вв., в XXI в. ур. Чечахки, № 0259099 в АГКГН по РИ            | как урочища (центр): 42°57′41″ с. ш. 45°04′34″ в. д. | родовой аул цечойцев                                   |
| Селения области Ялхара (некоторые основаны ранее XVI века): |                                                                                               | |                                                      |                                                        |
| Селения первого этапа экспансии (в предгорье) выше перечисленных обществ в XVIII в. — территория формирования собственно орстхойцев (между средним течением р. Асса на З и бассейном рр. Фортанга и Шалажа на В:                                          |                                                                                               | |                                                      |                                                        |
| Ага-Боссе Агӏа-боссие | в 3 км с СЗ от Верх. Даттыха                                                                  | в АГКГН нет | не точно (см. карту)                                 | —                                                      |
| Акие-Ти Iакъие тIи | на пр. б. р. Футан, в 3 км к З от Хуттунчу (К-38-031)                                         | в XXI в. ойконим для неск. отдельных дворов, № 0258919 в АГКГН по РИ                                                      | как отдельные дворы: 43°07′20″ с. ш. 45°06′10″ в. д. | —                                                      |
| Алхасты |                                                                                               | |                                                      |                                                        |
| Аршты Верхние |                                                                                               | |                                                      |                                                        |
| Аршты Нижние |                                                                                               | |                                                      |                                                        |
| Базанти БазантIи | в 12 км к В от Цеча-Ахки (карта ЧИ АССР 1937 г.)                                              | в XXI в. следов не сохранилось, в АГКГН нет                                                                               | не точно (см. карту)                                 | —                                                      |
| Бамут |                                                                                               | |                                                      | осн. мержойцами и гандалойцами                         |
| Берешки Верхние MaгIa Биерашкие |                                                                                               | |                                                      |                                                        |
| Берешки Средние Юкъерачу Биерашкие |                                                                                               | |                                                      |                                                        |
| Берешки Нижние ИгIа Биерашкие |                                                                                               | |                                                      |                                                        |
| Гандал-Боссе ГIандал-Боссие | к С от Ниж. Даттыха, на л. б. р. Фортанга, к С от уст. р. Джил-Джоль, (K-38-031-С-d)          | в кон. 1970-х гг. разв., в XXI в. ойконим для неск. отдельных дворов, № 0258936 в АГКГН по РИ                             | как отдельные дворы: 43°03′51″ с. ш. 45°08′29″ в. д. | жили гандалойцы                                        |
| Даттых Верхний ДаьттагIа МагIа | в 3 км к ЮЗ от Ниж. Даттыха, на л. б. р. Фортанга (K-38-031-С-c)                              | в XXI в. село Даттых, на В окраине разв., № 0155299 в АГКГН по РИ                                                         | разв. в селе: 43°01′40″ с. ш. 45°06′14″ в. д.        | —                                                      |
| Даттых Нижний ДаьттагIа ИгIа | в 3 км к СВ от Верх. Даттыха, на л. б. р. Фортанга                                            | в АГКГН нет | не точно (см. карту)                                 | —                                                      |
| Даттых Средний | —                                                                                             | в АГКГН нет | —                                                    | —                                                      |
| Издиг | рядом с Хуттунчу, в 3 км к В от Акие-Ти, в 11 км к ЮЗ от Бамут, на пр. б. р. Футан            | в 1970-е гг. разв., в АГКГН нет                                                                                           | не точно (см. карту)                                 | —                                                      |
| Катаргаштие Катаргаштӏие | на В стороне Верх. Алкуна                                                                     | в 1970-х гг. разв., остатки жилых и боевых башен, кладб., в АГКГН нет                                                     | не точно (см. карту)                                 | осн. выходцами из Цеча-Ахки                            |
| Мергйисте Мергйистие | на р. Футан, в 3 км к З от Самйогача                                                          | в АГКГН нет | —                                                    | —                                                      |
| Мержой-Берам | (K-38-031, K-38-031-D-c)                                                                      | |                                                      |                                                        |
| Самйогача СамйогIача | к СВ от Галашки, в 3 км к З от Мергйисте, по пр. б. р. Асса, на пр. б. р. Футан               | в АГКГН нет | —                                                    | —                                                      |
| Хуттунчу Хӏуттунчу | рядом с Издиг, в 3 км к В от Акие-Ти, в 11 км к ЮЗ от Бамут, на л. б. р. Футан (К-38-031-C-a) | в 1970-е гг. разв., в XXI в. ур. Футунчи, в АГКГН нет                                                                     | как урочища (центр): 43°07′09″ с. ш. 45°07′10″ в. д. | —                                                      |
| Цеча-Олкум ЦIечу Олкумие • Бей-гала, Гарда-гала | в 1,5 км выше от Н. Алкуна, в 4 км к З от Цеча-Ахки, пр. б. р. Асса (K-38-043-A-a)            | возможно, здесь находилось святилище Цая и проходили культовые праздники, в XXI в. село Алкун, № 0155297 в АГКГН НП по РИ | не точно (см. карту)                                 | осн. цечойцами                                         |
| () Шикарой ? → × | на лев. берегу р. Хутта, рядом с Издиг, в 3 км к в. от Акие-ти                                | развалины аула, «Шикаройцев башня» — замок, укрепление                                                                    | 43°06′54″ с. ш. 45°07′16″ в. д.                      | —                                                      |
| Селения второго этапа экспансии (на плоскость) выше перечисленных обществ в XVIII—XIX вв. (между устьем р. Яндырка (впадала в Сунжу) на З и устьями рр. Шалажа (впадает в Фортангу) и Фортанга (впадает в Ассу) на В:                                     |                                                                                               | |                                                      |                                                        |
| Гажир-Юрт (Нестеровская) |                                                                                               | |                                                      |                                                        |
| Катар-Юрт |                                                                                               | |                                                      | осн. выходцами из Катаргаштие?                         |
| Курей-Юрт (Сунжа) |                                                                                               | |                                                      |                                                        |
| Орстхой-Фортан Орстхой-Форта |                                                                                               | |                                                      |                                                        |
| Эбарг-Юрт (Троицкая) |                                                                                               | |                                                      | осн. выходцами из Мереджи                              |
| Элдархан-Гала (Карабулак) |                                                                                               | |                                                      |                                                        |
| Энахишка (Серноводское) |                                                                                               | |                                                      |                                                        |
| Эха-борзие (ок. Ассиновской) |                                                                                               | |                                                      |                                                        |
| Территория расселения орстхойцев за пределами Орстхой-Мохк (осн. в XVI—XVIII вв.): |                                                                                               | |                                                      |                                                        |
| Цечой-Эвл (Чапаево) | общество аккинцев-ауховцев (обл. Аух), предгорья по р. Ярыксу                                 | |                                                      |                                                        |
| Не локализованные селения орстхойцев: |                                                                                               | |                                                      |                                                        |
| Iашхойн-КIотар, Валарг, Джалч, Закин-юрт, Лерг-БIение, Сипсуо-гIала (от Слепцовской, ранее — Кури-Юрт), Цейште, Цорхие, ЧамалгиIа, ЧIижгантиIа, Чужа-Чу, Щикар-г1ала, Янди-КIотар                                                                         |                                                                                               | |                                                      |                                                        |

1. Селения средневековых нахских обществ (сформировались до XVI в.), участвовавших в XVIII в этногенезе орстхойцев:
 — селения общества Акки (обл. Акка),  — селения общества Галай (обл. Галайн-Чож),  — селения общества Мержой (обл. Мержа),
  — селения общества Цечой (обл. Цеча),  — селения общества Ялхарой (обл. Ялхара).
2. — селения первого этапа экспансии (в предгорья) выше перечисленных обществ, территория формирование собственно орстхойцев в XVIII в.
3. — селения второго этапа экспансии (на плоскость) выше перечисленных обществ в XVIII—XIX вв.
4. — селения соседних нахских обществ и других народностей.

## Памятники и свидетельства истории
Возвышающаяся рядом с аулом Цеча-Ахки гора Ердыкорт, по мнению А. С. Сулейманова, была «священной горой» на которой находилось языческое святилище посвящённое нахскому богу Ерду (возможно бог ветра, у А. С. Сулейманова — бог по имени Ерди-крест). Существует предположение, что на месте селения Верхний Алкун, существовало святилище божества Цу, возможно здесь проходили культовые праздники и жертвоприношения. В 5 км к западу от Верхнего Алкуна находится гора Цейш-Ти и развалины одноимённого хутора, на горе имелись культовые святилища в честь божества Цу.

## Хозяйствование
Известно о соледобыче на территории Орстхой-Мохк, она отмечалась в поселениях Верхние, Средние и Нижние Берешки («Верхние, Средние и Нижние соляные озёра»), у аула Мержой-Берам; соляные копи обычно разрабатывались путем выпаривания воды.

## Галерея

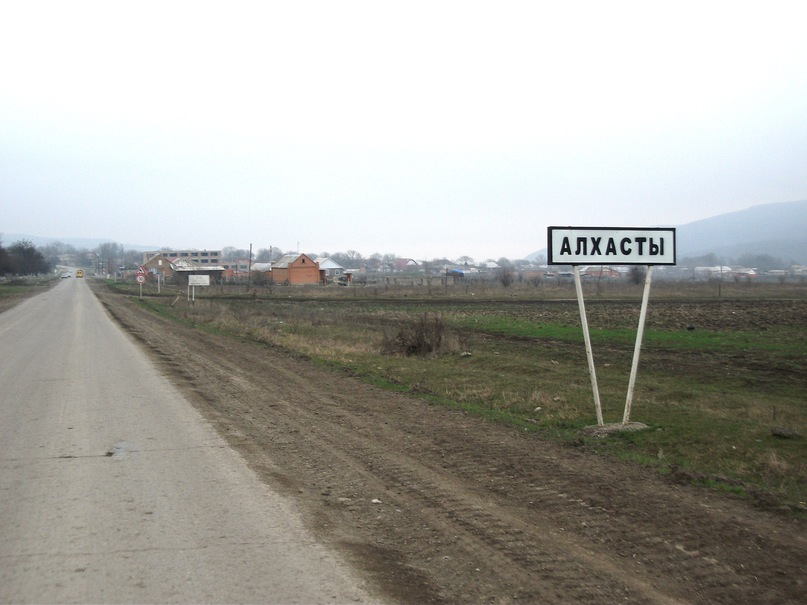
Въезд в село Алхасты
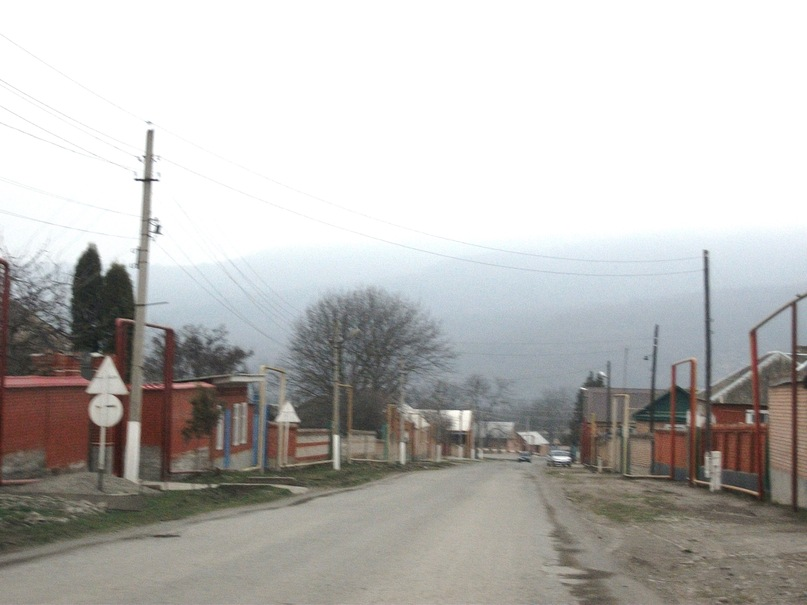
Улица Ленина в селе Алхасты
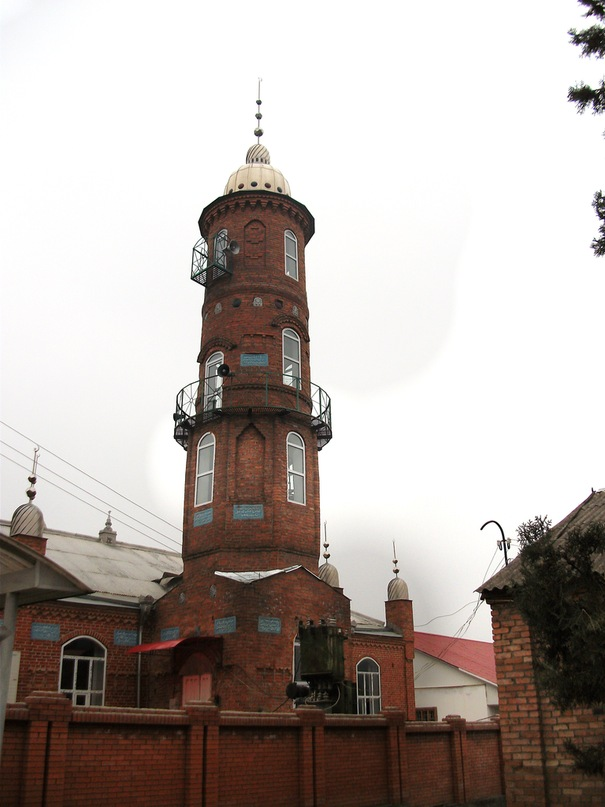
Мечеть в селе Алхасты
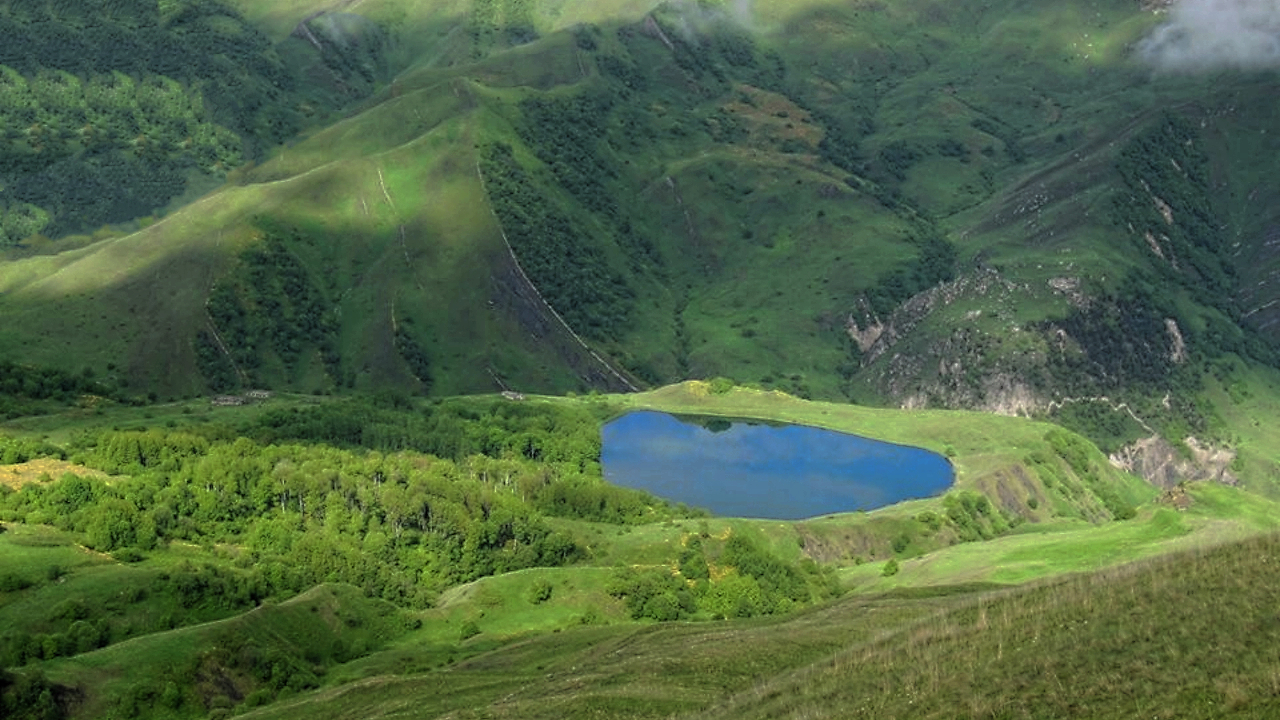
Озеро Галайн-Ам

## Карты
- Карта  Чечено-Ингушской А.С.С.Р. / пантографировал и чертил Серкезюк. — Масштаб: в 1 см 2,5 км (1 : 250 000). — Сост. Отделом землеустройства ЧИ АССР, 1937. — (копия с копии, отпечатана на листе 74x57 см).
- Карты  Генштаба СССР (система координат 1940 г., БСВ). — Масштаб: в 1 см 2 км (1 : 200 000), в 1 см 1 км (1 : 100 000) и в 1 см 500 м (1 : 50 000); состояние местности на 1981—1988 гг. — Изданы с оригинала ГУГК СССР, 1979—1990. — (составлены по карте масштаба 1 : 50 000, созданной по материалам съёмки 1945-1960 гг. и исправлены по карте масштаба 1 : 50 000, обновлённой в 1975-1988 гг.).
- Карты ФГУП «Государственного научно-внедренческого центра геоинформационных систем и технологий» («Госгисцентр»). — Масштаб: в 1 см 2 км (1 : 200 000), в 1 см 1 км (1 : 100 000), в 1 см 500 м (1 : 50 000), в 1 см 250 м (1 : 25 000). — М., 2001.